# Taurus (singolo)
Taurus è un singolo del gruppo musicale britannico Haken, pubblicato il 18 gennaio 2023 come terzo estratto dal settimo album in studio Fauna.

## Descrizione
Il brano rappresenta la traccia d'apertura del disco nonché uno tra i più pesanti, caratterizzato da vari tempi dispari e riff di chitarra in accordatura ribassata che richiamano le sonorità sperimentate dal gruppo con i precedenti Vector e Virus. Secondo il frontman Ross Jennings la presenza di Taurus all'interno di Fauna è necessaria in quanto l'intenzione degli Haken durante le sessioni di composizione dell'album era di includere una «gamma così varia ed eclettica di materiale» ed era pertanto importante includere anche il lato più metal del sestetto.

Lo stesso cantante ha inoltre aggiunto che il testo è stato realizzato all'indomani dell'invasione russa dell'Ucraina avvenuta a febbraio 2022:

## Video musicale
Il video, diretto da Miles Skarin e prodotto dalla Crystal Spotlight, è stato reso disponibile insieme all'uscita del singolo e mostra il gruppo eseguire il brano all'interno di una stanza scarsamente illuminata.

## Tracce
1. Taurus – 4:48
2. The Alphabet of Me – 5:33
3. Nightingale – 7:23

## Formazione
Hanno partecipato alle registrazioni, secondo le note di copertina di Fauna:
Gruppo
- Conner Green – basso
- Charlie Griffiths – chitarra
- Raymond Hearne – batteria
- Richard Henshall – chitarra
- Ross Jennings – voce
- Peter Jones – tastiera

Produzione
- Haken – produzione
- Jens Bogren – missaggio
- Tony Lindgren – mastering
- David Simpson – ingegneria della batteria
- Paul "Win" Winstanley – ingegneria della voce
- Linus Corneliusson – montaggio aggiuntivo